# Gabriel Heinze
Gabriel Iván Heinze (* 19. dubna 1978, Crespo) je bývalý argentinský levý fotbalový obránce, který naposled působil v argentinském klubu CA Newell's Old Boys. V březnu 2014 ukončil ve věku 35 let aktivní hráčskou kariéru (kvůli přetrvávajícím zdravotním potížím).
Účastník MS 2006 v Německu, MS 2010 v Jihoafrické republice a LOH 2004 v Řecku. Během své kariéry hrál mimo rodné Argentiny v Evropě, konkrétně ve Španělsku, Portugalsku, Francii, Anglii a Itálii.

## Úspěchy

### Klubové
Paris Saint-Germain
- Coupe de France (1): 2004

Manchester United
- Premier League (1): 2007

Real Madrid
- La Liga (1): 2008
- Spanish Supercup (1): 2008

Marseille
- Ligue 1 (1): 2010
- Coupe de la Ligue (1): 2010

### Reprezentační
- Letní olympijské hry 2004 (1)